# Adriano Vignali
Adriano Vignali (Reggio Emilia, 3 agosto 1941) è un politico italiano.

## Biografia
Esponente del Partito Comunista Italiano, nel 1986 diventa consigliere comunale a Reggio Emilia, venendo confermato anche dopo le elezioni del 1990.
Dopo la svolta della Bolognina, aderisce a Rifondazione Comunista, partito con cui viene eletto deputato alla Camera nella XII Legislatura alle elezioni politiche del marzo 1994. A giugno 1995 abbandona il PRC con la scissione del Movimento dei Comunisti Unitari, aderendo al Gruppo misto.
Rieletto alla Camera nel 1996 nelle liste del PDS; nel 1998 con il MCU confluisce nei Democratici di Sinistra; rimane deputato fino al 2001.